# 小栗かこ
小栗 かこ （おぐり かこ、1998年1月2日 - ）は、日本の元女性アイドル。GEM、ONE CHANCEの元メンバー。現在はダンサーであり、振付師である。
愛知県出身。愛称は、かこちん。

## 略歴

### iDOL Street加入後
2012年5月19日、応募していた『avex アイドルオーディション2012』の最終審査に合格。同年6月12日、中野サンプラザで行われた『SUPER☆GiRLS生誕2周年記念SP & アイドルストリートカーニバル2012』において、iDOL Streetのデビュー候補生であるストリート生の3期生に選ばれw-Street NAGOYAメンバーとして初お披露目された。
同年12月25日、中野サンプラザで行われた『SUPER☆GiRLS Every Body JUMP!! 2012 FINAL 〜X'mas Special〜』においてiDOL Streetレーベル第3弾グループとしてGEMの結成が発表された。
2013年4月1日、『ストリーーーーーグ』の最終公演『iDOL Street NEXT Street 2013』において、GEMの追加メンバーに選ばれ、同年6月11日、『SUPER☆GiRLS 生誕3周年記念SP アイドルストリートカーニバル 日本武道館 〜超絶少女たちの挑戦2013〜』において、GEMの正式メンバーに選出され、同時にストリート生としての活動を終了した 。GEM時代はダンスリーダーを務めた。GEMは7枚のシングルと1枚のアルバムを発表し、2018年3月31日をもって解散した。

### ONE CHANCE結成
2018年7月24日、かねてより結成が発表されていた女性ダンス&ボーカルグループONE CHANCEのメンバー10名が発表され、小栗もメンバーに選抜されたことが明かされた。
しかし、2019年6月30日をもって脱退。

### その後
ONE CHANCE脱退後、Nizi Projectのオーディションに挑戦し最終審査の東京合宿まで進むが、結果落選。現在はHelloYouthなどのアイドルや南ななこの振付けや舞台構成をするなどフリーに活動している。

## 人物
- GEM時代のMy GEM[注 1]はアレキサンドライト(ピンク)。
- GEMの曲We're GEM!の落ちサビの間奏で｢あーかこちん！｣とファンがコールするのが恒例となっていた。
- GEM在籍時 2016年11月から解散までダンスリーダーを務めていた。
- 趣味は、テレビを観ること、お洋服の事を考えること。特技は、暗算、フラフープ、変なダンス[1]。
- 性格は涙もろい。よくいろんな人に釣り師や小悪魔に見られるとの事。見た目によらず案外サバサバしていて男っぽい所が多いと本人は言っている[1]。

## 出演

### テレビ

#### テレビドラマ
- 超絶☆絶叫ランド（2013年7月17日 - 9月25日、CBC・TBS系列）- 第1話・第2話[9]

#### その他のテレビ番組
- アイドリぃむ！TV（2016年9月12日・19日・10月31日・11月27日、CBCテレビ） - 伊藤千咲美 と出演（2016年9月12日・19日・10月31日）
- 校則違反修学旅行（2017年11月4日 - 12月9日、 韓国 JTBC）[10]

### 舞台
- 超絶☆歌劇団 2015『SUPER☆WORLD RETURNS 〜彼女達の冒険〜』（2015年2月11日 - 15日、DDD青山クロスアシター） - 踊り子 役
- Girls Street Theater 2015『座・花御代コンチェルト』（2015年11月6日 - 15日、CBGKシブゲキ!!） - レン 役（さくら組）

### ネット配信
- Nizi Project Hulu  （2020年1月31日 - 3月27日） - 毎週金曜日、22:00に配信。パート 1のみ。パート2には出演していない。
- Nizi Project YouTube（2020年3月6日 - 7月24日）- 毎週金曜日、19:00に配信。1話を前編・後編に分けて[注 2]グローバル（世界）公開。

### CM
- 激辛グルメ祭り (2018年、2020年）[11]